# Larsenaikia ochreata
Larsenaikia ochreata är en måreväxtart som först beskrevs av Ferdinand von Mueller, och fick sitt nu gällande namn av Deva D. Tirvengadum. Larsenaikia ochreata ingår i släktet Larsenaikia och familjen måreväxter. Inga underarter finns listade i Catalogue of Life.